# Yujing Kan

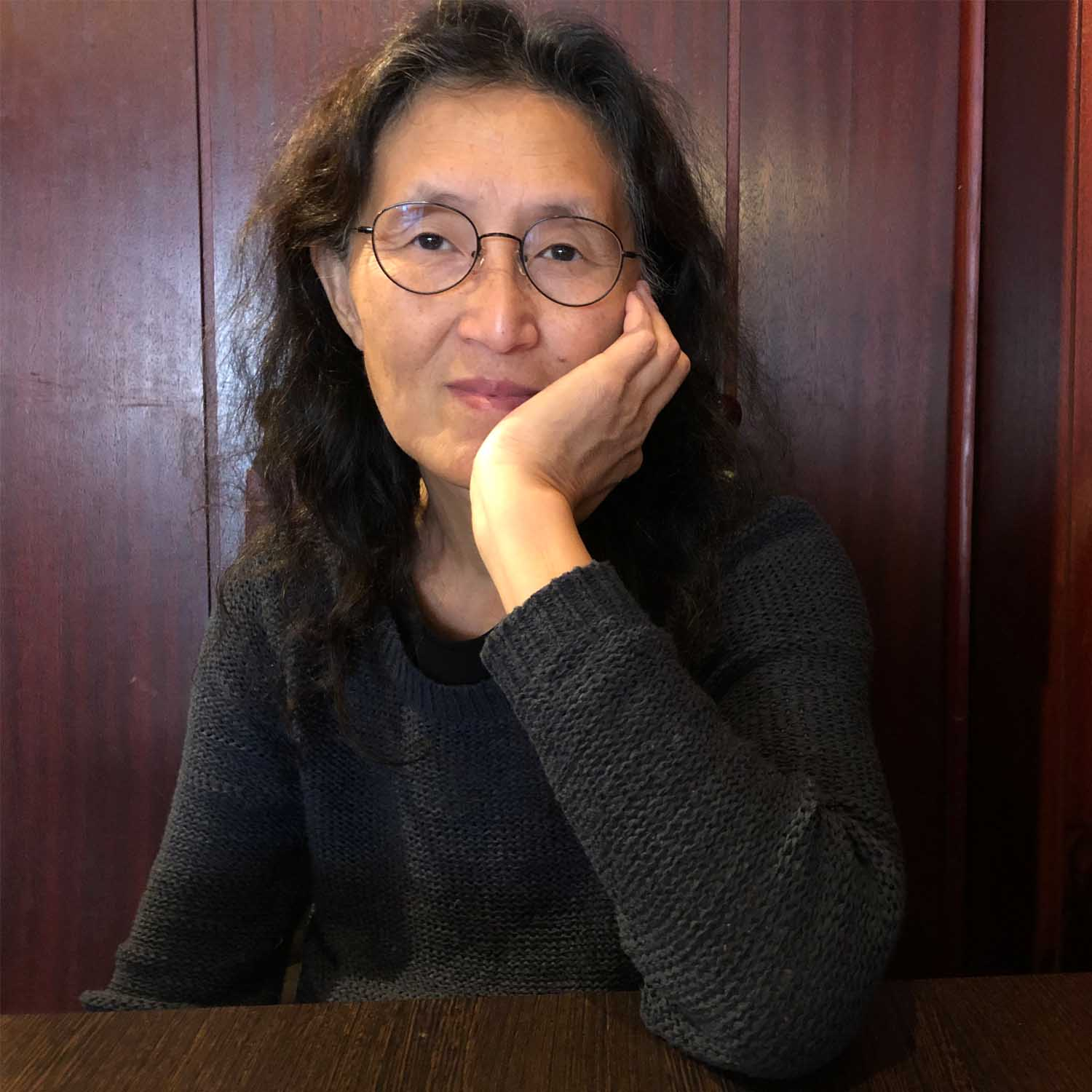
Profile von Yujing Kan

Yujing Kan (chinesisch 阚昱静; geboren 1960 in Mudanjiang, China) ist eine in Berlin lebende Schriftstellerin.

## Leben
Yujing Kan wurde in der Stadt Mudanjiang in der Provinz Heilongjiang geboren. Ihre Mutter war Richterin und ihr Vater Beamter bei der Stadtverwaltung in Mudanjiang. Dort schloss sie ihre Grund- und Mittelschulausbildung ab. Im Alter von 16 Jahren ging sie aufs Land, im Rahmen einer Kampagne von Mao Zedong. Im Alter von 18 Jahren wurde sie in der Fakultät für Sinologie der pädagogischen Universität in Harbin aufgenommen. Nach ihrem Abschluss arbeitete sie als Dozentin für moderne chinesische Literatur in der Universität in Mudanjiang. 1985 wurde sie als Masterstudentin in Literaturtheorie an der pädagogischen Universität in Shenyang aufgenommen und erhielt 1988 von der Liaoning-Universität einen Masterabschluss in Literaturtheorie. Nach ihrem Abschluss leitete sie die Redaktion der deutschen Ausgabe des China Bridge Magazins. Sie erhielt 1991 ein Stipendium des Goethe-Instituts und lebt heute in Berlin. Im Jahr 2005 gründete sie die CFC ASIA GmbH mit dem Fokus auf den chinesisch-deutschen Kulturaustausch.

## Literarisches Werk
1998 veröffentlichte sie eine Gedichtsammlung mit dem Titel Vergessen wider, in der sie ihre Sehnsucht nach ihrer Heimatstadt und ihr schmerzhaftes Streben nach ihrer Identität in einem fremden Land zum Ausdruck bringt.
Im Jahr 2010 veröffentlichte sie auf Einladung des chinesischen Guizhou People’s Publishing House den deutschen Band The Story of Lao Ma in Germany der Global Village Series. In diesem Buch zeigt sie den Lesern in humorvollem Stil die sozialen Probleme Deutschlands und die Lebenseinstellung der Deutschen.
Im Jahr 2015 vollendete sie The Story of Xiao Ma. In diesem Buch geht es hauptsächlich um ihre Erinnerungen an ihre Kindheit. Sie glaubt an die Fähigkeit von Kindern, das Leid in der Realität zu verstehen und zu akzeptieren. Sie beschreibt die Erfahrung, einen toten Säugling am Straßenrand zu sehen und ihre Mutter im Gefängnis zu besuchen.
2022 erschien ihr Roman Ich komme etwas später. In diesem Roman beschreibt sie das Leben und Schicksal mehrerer Intellektueller im heutigen Deutschland.
Im Jahr 2022 beendete sie das Schreiben von Es war keine gute Idee. Vor dem Hintergrund der Erfahrungen ihrer eigenen Mutter erzählt sie von der Mao-Ära und der Kulturrevolution. Bei der Erläuterung und Analyse der Inhalte ihres Romans konzentriert sie sich auf die Manipulation des menschlichen Bewusstseins und die Konstruktion des Alltags unter autoritären Regimen.

## Bibliographie

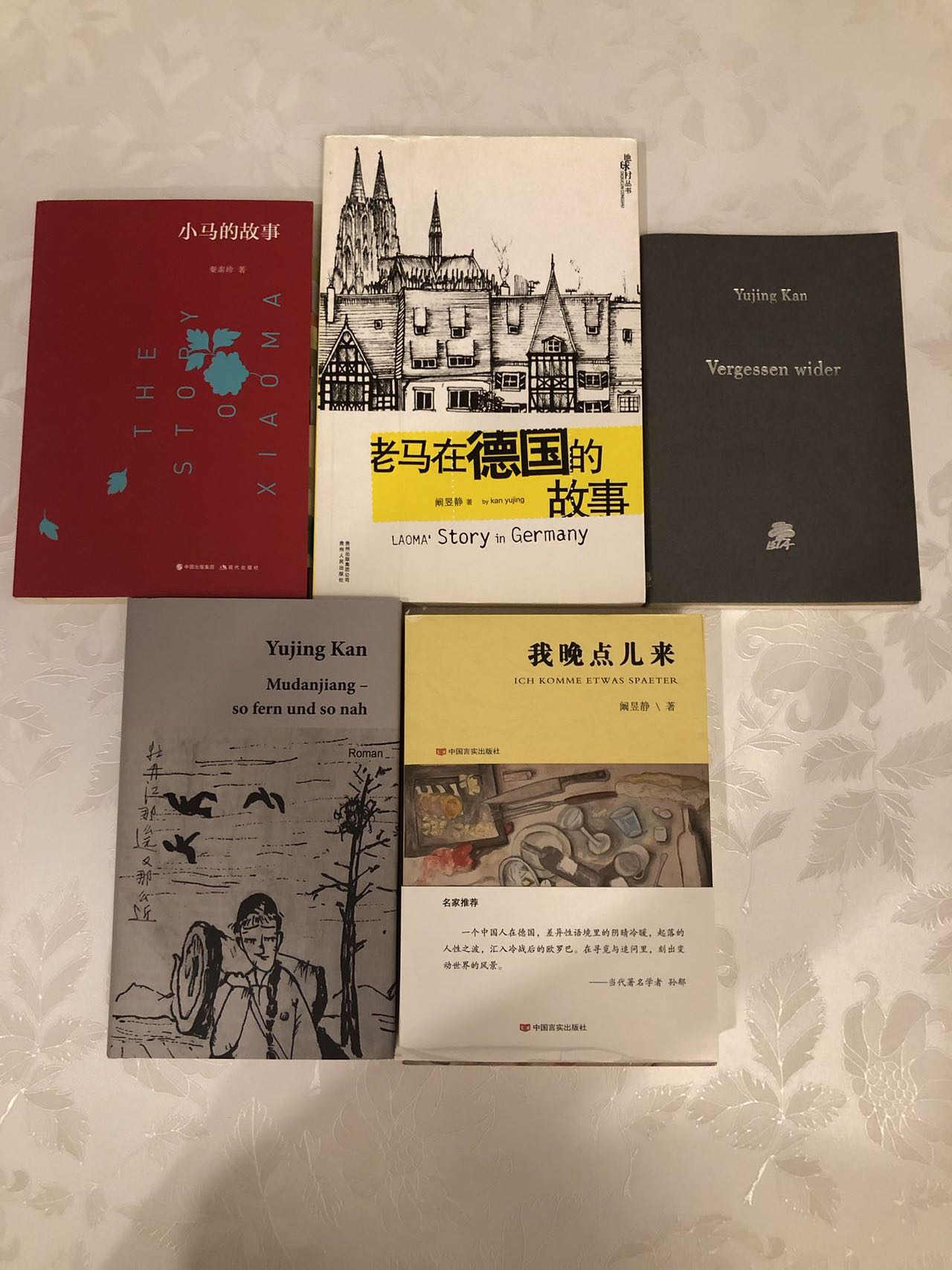
Publikationen von Yujing Kan

- Vergessen wider. BONsai – typArt Verlag, Berlin 1998, ISBN 3-910183-31-X
- Laomas Geschichte in Deutschland. Guizhou Renmin Verlag 2010, ISBN 978-7-221-08606-8
- Die Geschichte der kleinen Ma. Roman, Modern Publishing House, Peking 2016, ISBN 978-7-5143-5370-9
- Ich komme etwas später. Roman, China Yanshi Publishing House, Peking 2022, ISBN 978-7-5171-4002-3
- Mudanjiang-so fern und so nah. Deutsche Literaturgesellschaft, Berlin 2023, ISBN 978-3-03831-293-2